# ウンウンエンニウム
ウンウンエンニウム（羅: Ununennium）は、原子番号119にあたる超重元素の一時的な仮名（元素の系統名）である。この名称と記号はそれぞれ系統的なIUPAC名の記号であり、元素が発見され、確認され、恒久的な名前が決定されるまで使われる。周期表でフランシウムの一つ下に配置されることからエカフランシウム（羅: eka-francium）とも呼ばれる。2025年現在、発見報告例のない未発見元素のうち最も軽いものである。

## 性質
最初の第8周期元素である。
第1族元素に属するため、化学的には他のアルカリ金属と同様に、水や空気に対して極めて高い反応性を示すとみられる。酸化数は +1 と予測され、その他の物性はセシウムやフランシウムに近いと考えられる。

## 歴史
1985年、カリフォルニア大学バークレー校の研究チームがローレンス・バークレー国立研究所の重イオン線形加速器（英: superHILAC）を用いてアインスタイニウムにカルシウムイオンを照射する実験を行ったが、発見報告は出ていない。
{\displaystyle \,_{99}^{254}\mathrm {Es} +\,_{20}^{48}\mathrm {Ca} \to \,_{119}^{302}\mathrm {Uue} ^{*}\to {\text{no atoms}}}
この実験は、254Es（表面密度 約1016 個/cm²）標的に対し48Caビーム（速度 約300MeV）を照射するもので、元素合成が生じる最大の反応断面積を調べようとするものだった。
N=184の魔法数による安定の島を目指した研究で、生成した超重元素を化学的に単離操作し自発核分裂を数時間から数か月観測するという（長い半減期を大前提とする）手法を採ったが、未知元素の検出には至らず、反応断面積は 3×10−31 cm2より（確率的に）小さいと結論付けている。
2012年、ドイツ重イオン研究所の研究チームは、バークリウムにチタンイオンを照射する研究を進めている。
{\displaystyle \,_{97}^{249}\mathrm {Bk} +\,_{22}^{50}\mathrm {Ti} \to \,_{119}^{296}\mathrm {Uue} \,\,+\,3\,\mathrm {n} }
2012年、理化学研究所はウンウンエンニウムを次の目標とする方針を明らかにした。実験は2018年6月に開始され、キュリウム248にバナジウム51を照射しウンウンエンニウムの合成が試みられている。キュリウムが選ばれたのは入手の容易性が理由であり 、アメリカ合衆国のオークリッジ国立研究所から提供されている。最初はサイクロトロンにて実験が行われていたが、2020年からはビーム強度などを向上させた線形加速器RILACの運用も開始される。
{\displaystyle {\ce {^{248}_{96}Cm + ^{51}_{23}V}}}→{\displaystyle {\ce {^{296}_{119}Uue\,\,+\,3n}}}

{\displaystyle {\ce {^{248}_{96}Cm + ^{51}_{23}V}}}→{\displaystyle {\ce {^{295}_{119}Uue\,\,+\,4n}}}

上記の反応により合成されるウンウンエンニウムは、2回のα崩壊を経てモスコビウム（それぞれ質量数は288と287）へと変化し、その後は既知の反応経路に従って5回のα崩壊を起こす。これらの反応の反応断面積はおよそ10 fb と予測されている。